# تپه‌های باستانی زیویه ۱ و ۲
تپه‌های باستانی زیویه ۱ و ۲ مربوط به هزاره اول است و در شهرستان سقز، بخش زیویه، روستای جنیان واقع شده و این اثر در تاریخ ۲۵ اسفند ۱۳۸۰ با شمارهٔ ثبت ۵۱۰۶ به‌عنوان یکی از آثار ملی ایران به ثبت رسیده است.